# Бішнупрія-маніпурі
Бішнупрія-маніпурі (самоназва ইমার ঠার / বিষ্ণুপ্রিয়া মণিপুরী) — мова індоарійської групи.
Поширена в Індії (штати Ассам, Трипура, Маніпур), в Бангладеші, М'янмі та деяких інших країнах. Не слід плутати з мовою маніпурі, яка відноситься до сино-тибетської мовної сім'ї.